# 살라크

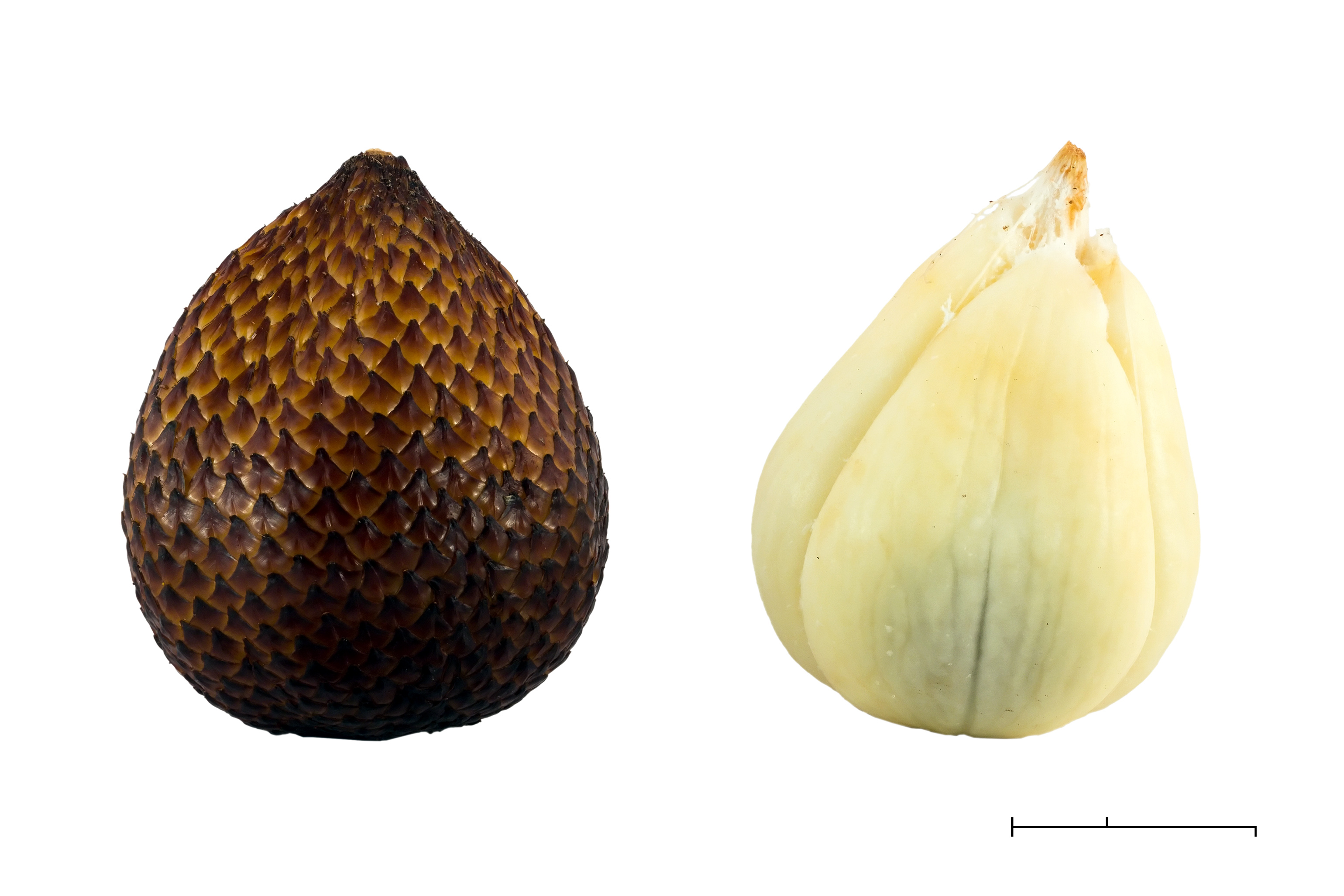

살라크(Salak)는 인도네시아의 자와섬과 수마트라섬에 자생하는 종려과의 종이다. 인도네시아의 다른 지역들에서 식용을 위해 경작되며 발리섬, 롬복섬, 티모르섬, 말루쿠섬, 술라웨시섬에서도 자생하는 것으로 보고되었다.
줄기가 매우 짧으며 잎은 최대 6미터까지 자란다.

## 품종
- 살라크 폰도(Salak pondoh)
- 살라크 발리(Salak Bali)
  - Salak gula pasir